# جبل برام
جبل برام جبل يقع في جنوب المدينة المنورة، ويبُعد عنها قرابة 110 كم. وبالتحديد على طريق الهجرة، في جنوب شرق قرية الهندية التي يبُعد عنها بكيلومتر واحد. ويقابلة جبل عبود الذي يبعد عنها قرابة الخمسة كيلو مترات.

## ما ذكره المؤرخون

### الفيروز آبادي
بَرام- بفتح أوله وبكسره-: جبل عند الحرة، من ناحية النقيع. وذكر الزبير بن بكار أوديةَ العقيق فقال: ثم تلعة بِرام، وفيها يقول المُحرِّق المُزَني:
وقيل: هو على عشرين فرسخاً من المدينة.
وقال أبو قَطِيفة:

### العباسي
- جبل بِرَام

برام: بفتح أوله وبكسره جبل الحرة من ناحية النقيع وذكر الزبير بن بكار أنه من أودية العقيق.

### السمهودي
برام: بفتح أوله، وبكسره: جبل كأنه فسطاط، يبتدئ منه النقيع، وهو من أعلامه في المغرب، ويقابله عسيب في المشرق، وفيه يقول المحرق المزني: 
وأني لأهوى من هوى بعض أهله براماً وأجزاعاً بهن برام.

### الحموي
برام: يروى بكسر أوله وفتحه والفتح أكثر، قال نصر: جبل في بلاد بني سليم عند الحرة من ناحية البقيع، وقيل: هو على عشرين فرسخاً من المدينة، وذكر الزبير أودية العقيق فقال: ثم قلعة برام، وفيها يقول المخرق المزني وهو ابن أخت معن بن أوس المزني: 
وأني لأهوى من هوى بعض أهله براماً وأجزاعاً بهن برام
وكان أوس بن حارثة بن لام الطائي قد أغار على هوزان في بلادهم فسبى منهم سبياً، فقصده أبو براء عامر بن مالك فيهم فأطلقهم له وكساهم، فقال أبو براء:
وكان عبد الله بن الزبير قد نفى من المدينة من كان بها من بني أمية، وكان فيهم أبو قطيفة عمرو بن الوليد بن عقبة بن أبي معيط بن أبي عمرو بن أمية بن عبد شمس بن عبد مناف فلحق بالشام فحن إلى أوطانه فقال أشعاراً يتشوق، منها:
فبلغت هذه الأبيات وغيرها من شعره إلى عبد الله بن الزبير فقال: حن أبو قطيفة، ألا من رآه فليبلغه عني أني قد أمنته فليرجع. فرجع فمات قبل أن يبلغ المدينة.